# سیارک ۲۲۵۵۱
سیارک ۲۲۵۵۱ (به انگلیسی: 22551 Adamsolomon، نامگذاری:1998FU110) بیست و دو هزار و پانصد و پنجاه و یکمین سیارک کشف شده‌است که در ۳۱ مارس ۱۹۹۸ کشف شد.
قدر مطلق سیارک برابر ۷.۸ است.